# Bo Nilsson (konstvetare)
Bo Nilsson, född 1954, är en svensk konstkritiker, konstvetare, kurator och chef för ett flertal nordiska konstinstitutioner.
Bo Nilsson utbildade sig på Lunds universitet. Han har varit konstkritiker i Sydsvenska Dagbladet, intendent på Louisiana och Moderna museet i Stockholm, chef för Rooseum i Malmö, chef för Liljevalchs konsthall i Stockholm och Kunsthal Charlottenborg i Köpenhamn. Han är chef för Konsthallen Artipelag i Värmdö kommun, som öppnade i juni 2012.
Nilsson var värd i Sommar i P1 den 10 augusti 2006.